# المناطيش (حزم العدين)

تعديل مصدري - تعديل

المناطيش هي إحدى قرى عزلة السيدم بمديرية حزم العدين التابعة لمحافظة إب، بلغ تعداد سكانها 221 نسمة حسب تعداد اليمن لعام 2004.